# Операція «Кеокук»
Опера́ція «Кеокук» (англ. Mission Keokuk) — одна зі складових Нормандської повітрянодесантної операції, яка була проведена американськими повітряно-десантними військами 6 червня 1944 року на території Франції в ході висадки військ союзників в Нормандії.
Головним завданням операції ставилося проведення десантування посадочним способом планерів із підкріпленнями 101-ї повітрянодесантної дивізії на узбережжя Нормандії.

## Десантування101-ї дивізії— місія «Кеокук»
| Серія | Підрозділ                                                                           | Формування ВТА            | Кіл-сть літаків C-47 | Кіл-сть планерів | Аеродром зльоту      | Площадка приземлення | Час десантування |
| 29    | 157 в/сл., штабна, медична та зв'язку роти; 40 автомашин; 6 гармат; 19 тон вантажів | 434-та тактична група ВТА | 32                   | 32 Horsa         | Олдермаст (база ВПС) | LZ «E»               | 21:00            |